# جوش وسام
جوش وسام (بالإنجليزية: Josh and S.A.M.)‏ هو فيلم كوميديا دراما وقصة تقدم في العمر أُصدر في 24 نوفمبر 1993. الفيلم من إنتاج كاسل روك للترفيه ونيو لاين سينما، ومن توزيع كولومبيا بيكشرز، وقد أخرجه بيلي ويبر.

## القصة
جوش وسام شقيقان سئما الحياة المنزلية وتعبوا من بعضهما البعض. كانت والدتهما على وشك الزواج من رجل فرنسي لذا يجبر الشقيقان على الانتقال للعيش مع والدهما في فلوريدا. جوش، الذي لم يكن يرغب بذلك، يستخدم مواهبه الإبداعية لإثارة مغامرة بدلاً من الحركة. يقنع شقيقه أنه متحول وراثيًا، تدرب على الحرب، والمعروف أيضًا باسم S.A.M. يخبر جوش سام أنه سيرسل إلى إفريقيا للقتال وأن هروبه الوحيد هو الفرار إلى كندا. ينطلق الأولاد في رحلة عبر البلاد حيث يسرقون سيارة من سكران ويلتقون بأليسون ذا ليبرتي مايد ويهربون من رجال الشرطة. هل سيصل الأولاد إلى كندا، أم سيستسلمون ويتوجهون إلى الوطن؟
بشكل موجز، يبدأ الفيلم في حزن على شقيقين انفصلا والديهما ويتنقلان بين منزلين بينما يشعران بعدم الترحيب في كليهما. جوش (جاكوب تيرني) يبلغ من العمر 12 عامًا، وسام (نوح فلييس) شقيقه البالغ من العمر 8 سنوات. جوش ذكي لكنه سيئ في الرياضة؛ يجيد سام الرياضة ولكنه مليء بالعداء والعدوان. يعيشان في كاليفورنيا مع أم (جوان ألين) على وشك الزواج مرة أخرى وتذهب للعيش في أوروبا. يعيش والدهم (ستيفن توبولوسكي) في فلوريدا مع زوجته الثانية وابنيها.
الحياة بائسة للأطفال في أي مكان، ولهذا يتخذ جوش تدابير بهدف تغيير حاله فيستخدم كمبيوتر والده لطباعة بعض المستندات ذات المظهر الرسمي في محاولة لإقناع سام بأنه في الواقع «متحولة متغيرة بشكل استراتيجي»، وهي من ابتكارات وزارة الدفاع مع شرائح الكمبيوتر والأدوات الإلكترونية المزروعة في جمجمته. هذا ما يفسر سبب تميز Sam في الرياضة - وأيضًا سبب كونه شديد العدوانية.
يتعايش الأولاد بشكل رهيب مع إخوتهم في فلوريدا ثم يتم استدعاؤهم للعودة إلى كاليفورنيا. لكن أثناء توقفه في دالاس، قرر جوش أنه لا يستطيع تحملها بعد الآن، وسرق سيارة، مع سام (المعروف الآن باسم S.A.M.). باستخدام بطاقات الائتمان المستعارة وهدية ثرثرة، يستطيع جوش أن يصبح بطل صورته على الطريق. تحتاج جميع صور الطريق إلى امرأة، وهذه الصورة تحصل على أليسون (مارثا بليمبتون)، المتسكع الذي يتعامل مع الأطفال ويتضح أنه رفيق رائع وزميل متآمر.
مشكلة الفيلم الأساسية هي مصداقيته حيث احتوى على بعض المشاهد تفوق الخيال، على سبيل المثال، تسلسلًا حيث يقود Sam الصغير السيارة بأقصى سرعة عبر بستان فواكه..لن يكون هناك طريقة لتجنب ضرب الأشجار إلا من خلال الاستخدام المكثف للمؤثرات الخاصة. ماذا علي أن أفعل؟ فكر، «جي، هذا مثير - بالكاد يفتقد تلك الأشجار»؟ أنا كبير في السن لذلك، وأنا منذ أن كنت في المدرسة الإعدادية، كما أن سام يصدق كل ما يقوله جوش، حتى بعد أن حاول جوش شرحه أنه كان يمزح دائمًا. يعتقد سام أنه ليس سوى روبوت، لذا تأتي إحدى الذروة العاطفية المؤلمة عندما يقنع جوش الطفل بأنه طفل صغير حقيقي بعد كل شيء.

## الشخصيات
- جيكوب تيرني
- إيمي رايت
- موري تشيكن
- جيك جيلنهال
- آن هيرن
- رونالد جوتمان
- كريس بن
- ستيفين توبولوسكي
- جوان ألين
- نواه فليش
- مارثا بليمبتون
- يودو كيير.

## التصوير
بدأ التصوير الرئيسي في 3 أغسطس 1992. مواقع التصوير بما في ذلك بيلينجز، مونتانا حيث تم تصوير الفيلم بالكامل. يشمل التصوير أيضًا في لوريل ومونتانا وعلى طول الطريق السريع 3 في مقاطعة يلوستون. تم تصوير أجزاء أخرى من الفيلم في مدينة سولت ليك، ومتنزه آركس الوطني، والطريق السريع 191، ووادي لشبونة، والوادي الإسباني في يوتا. & كالجاري، كندا. واستمر التصوير 69 يومًا وانتهى في 11 أكتوبر 1992.

## العرض الأول
عرض الفيلم لأول مرة في 24 نوفمبر 1993 في بلانيت هوليوود في مدينة نيويورك. حضر العرض الأول جاكوب تيرني ونوح فلييس وعائلاتهم، لكن لم يحضر العرض الأول أي من الممثلين الآخرين ولا أحد من أفراد الطاقم.

## الموسيقى
موسيقى الفيلم التصويرية من تلحين توماس نيومان.

## الاستقبال
تلقى الفيلم آراء سلبية من النقاد. حصلت على تصنيف 25٪ على Rotten Tomatoes بناءًا على 8 تقييمات.

## وصلات خارجية
- جوش وسام على موقع IMDb (الإنجليزية)
- جوش وسام على موقع روتن توميتوز (الإنجليزية)
- جوش وسام على موقع ألو سيني (الفرنسية)
- جوش وسام على موقع Turner Classic Movies (الإنجليزية)
- جوش وسام على موقع أول موفي (الإنجليزية)
- جوش وسام على موقع بوكس أوفيس موجو (الإنجليزية)
- جوش وسام على موقع فيلمافينيتي (الإسبانية)
- جوش وسام على موقع قاعدة بيانات الأفلام السويدية (السويدية)
- جوش وسام على موقع قاعدة بيانات الفيلم (الإنجليزية)
- جوش وسام على موقع ليتربوكسد (الإنجليزية)